# FDJ-Suez
FDJ-Suez (Kod UCI: FDJ) – francuska profesjonalna kobieca grupa kolarska powstała w 2006.

## Nazwa grupy w poszczególnych latach
| lata      | nazwa                              |
| --------- | ---------------------------------- |
| 2006–2013 | Vienne Futuroscope                 |
| 2014–2016 | Poitou-Charentes.Futuroscope.86    |
| 2017–2022 | FDJ-Nouvelle Aquitaine-Futuroscope |
| 2022      | FDJ-Suez-Futuroscope               |
| od 2023   | FDJ-Suez                           |

## Obecny skład (2024)
| Skład drużyny 2024      | Skład drużyny 2024   | Skład drużyny 2024 | Skład drużyny 2024              |
| Imię i nazwisko         | Data urodzenia       | Państwo            | Poprzednia grupa                |
| ----------------------- | -------------------- | ------------------ | ------------------------------- |
| Loes Adegeest           | 7 sierpnia 1996      | Holandia           | IBCT (2022)                     |
| Grace Brown             | 7 lipca 1992         | Australia          | Team BikeExchange (2021)        |
| Nina Buysman            | 16 listopada 1997    | Holandia           | Human Powered Health (2023)     |
| Marta Cavalli           | 18 marca 1998        | Włochy             | Valcar-Travel & Service (2020)  |
| Léa Curinier            | 21 kwietnia 2001     | Francja            | Team dsm-firmenich (2023)       |
| Coralie Demay           | 10 października 1992 | Francja            | St Michel-Mavic-Auber 93 (2023) |
| Eugénie Duval           | 3 maja 1993          | Francja            |                                 |
| Vittoria Guazzini       | 26 grudnia 2000      | Włochy             | Valcar-Travel & Service (2021)  |
| Amber Kraak             | 29 lipca 1994        | Holandia           | Team Jumbo-Visma (2023)         |
| Marie Le Net            | 25 stycznia 2000     | Francja            | Breizh Ladies (2018)            |
| Cecilie Uttrup Ludwig   | 23 sierpnia 1995     | Dania              | Bigla (2019)                    |
| Lauren Molengraaf       | 5 października 2005  | Holandia           |                                 |
| Évita Muzic             | 26 maja 1999         | Francja            | VC Morteau Montbenoit (2017)    |
| Gladys Verhulst         | 2 stycznia 1997      | Francja            | Le Col-Wahoo (2022)             |
| Alessia Vigilia         | 1 września 1999      | Włochy             | Top Girls Fassa Bortolo (2023)  |
| Jade Wiel               | 2 kwietnia 2000      | Francja            | VC Morteau Montbenoit (2018)    |
|                         |                      |                    |                                 |
| Źródło: ProCyclingStats |                      |                    |                                 |